# Luleå
Luleå (em sueco: Luleå;  PRONÚNCIA/), Lulea (por ocasional adaptação tipográfica), Luleju (em lapão) ou Lula (em latim: Lula ) é a maior cidade da província de Norrbotten, no norte da Suécia.

Está localizada numa península da margem esquerda do Lule, perto da sua desembocadura no golfo de Bótnia. 

Luleå combina grande atividade industrial e portuária com intensa vida cultural e desportiva.

Possui 28,6 quilômetros quadrados. De acordo com o censo de 2021, tinha 49 123 habitantes.

É a sede da comuna de Luleå, a capital do condado de Norrbotten e a sede da diocese de Luleå.

## Etimologia e uso
O nome Luleå provém do rio Lule (em sueco: Luleälven), em que Lule designa o rio e älven significa "o rio". O vocábulo Luleå é por sua vez composto por Lule e å (rio), significando "a cidade junto ao Lule".
Em textos em português costuma ser usada a forma original Luleå, ocasionalmente transliterada para Lulea, por adaptação tipográfica.

| “ | ... uma empresa familiar localizada na cidade de Luleå…                                                        | ” |
|   | — Frederico Alexandre Mestre Rodrigues, A gestão das experiências turísticas memoráveis no coração da Lapónia. |   |

## História
Quando recebeu o "título de cidade" em 1621, pela mão do rei rei Gustavo II, Luleå estava localizada em redor da igreja da aldeia paroquial de Gammelstad, onde havia desde a Idade Média um mercado, um porto e uma igreja. 

Todavia, a cidade foi transladada em 1649 para a sua localização atual, a uns 10 quilômetros do local inicial, num sítio onde dispõe de porto mais adequado às suas necessidades comerciais.
                Em 1716, foi devastada pelos Russos. 

Em 1856, ascendeu a capital do condado de Norrbotten, sucedendo Piteå. 

Em 1867, foi vítima de enorme incêndio que destruiu boa parte da cidade.
A sua reconstrução acelerou o desenvolvimento da urbe, tendo havido então grandes avanços, sobretudo a partir da décadas finais do século XIX. 

## Comunicações
A cidade de Luleå é atravessada por duas estradas europeias – a E4 e a E10. A férrea Linha do Minério liga Luleå a Narvik, na Noruega, servindo para transporte do ferro das minas de Kiruna e Malmberget. Seu porto está aberto metade do ano, e é importante porta de exportação de minério de ferro e produtos de madeira. Seu aeroporto está em Kallax, a sete quilômetros do centro da cidade.

## Economia
Luleå é a mais importante cidade comercial, industrial e marítima do norte do país. Além da exportação de produtos florestais, minério de ferro e produtos de aço, por ferrovia e pelo porto, a localidade dispõe de indústria siderúrgica, metalo-mecânica, de eletrônica e de computadores. A multinacional Facebook estabeleceu em Luleå o seu centro de dados europeu. Os maiores locais de trabalho são a Siderurgia SSAB, a Universidade Técnica de Luleå e a fábrica de material de transporte da Scania. A cidade alberga uma sede da empresa mineira LKAB, da empresa sueca de hambúrgueres Max Hamburgerrestauranger e da empresa de energia Vattenfall Vattenkraft AB.

## Educação

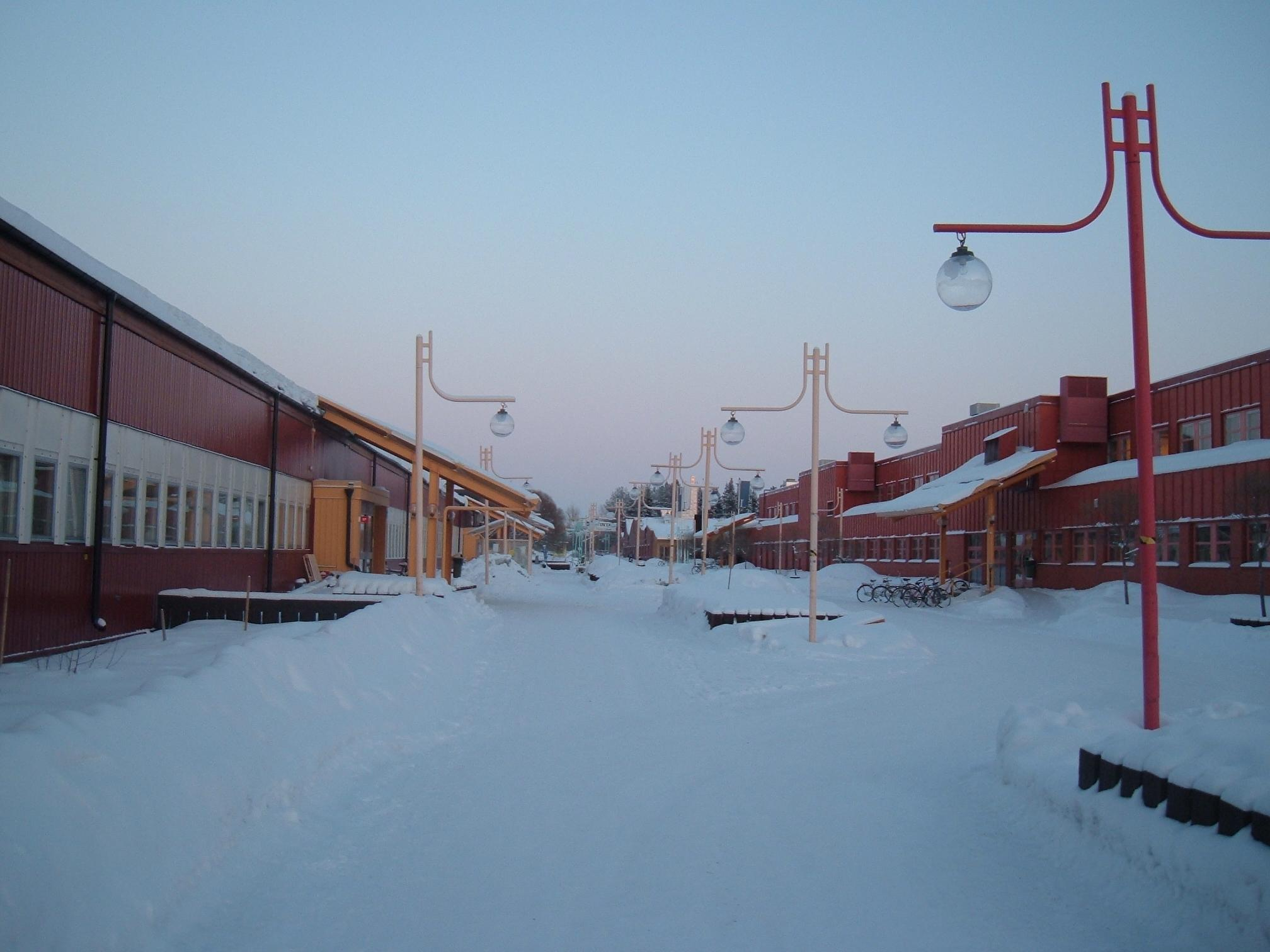
A Universidade Técnica de Luleå.

Luleå dispõe de uma universidade - a Universidade Técnica de Luleå (Luleå tekniska universitet).

A cidade possuí várias escolas de ensino básico e secundário, assim como de educação de adultos (Komvux).  

| - Universidades: - Universidade Técnica de Luleå (Luleå tekniska universitet) |

## Religião
Luleå é a sede da Diocese de Luleå. A cidade conta com várias igrejas, entre as quais a catedral de Luleå.

## Património turístico e cultural
A cidade dispõe de um património turístico e cultural, onde podem ser destacados:

- Aldeia paroquial de Gammelstad (a 10 km da cidade)
- Arquipélago costeiro de Luleå
- Catedral de Luleå
- Museu de Norrbotten
- Teatro de Norrbotten (Norrbottensteatern)

## Desporto

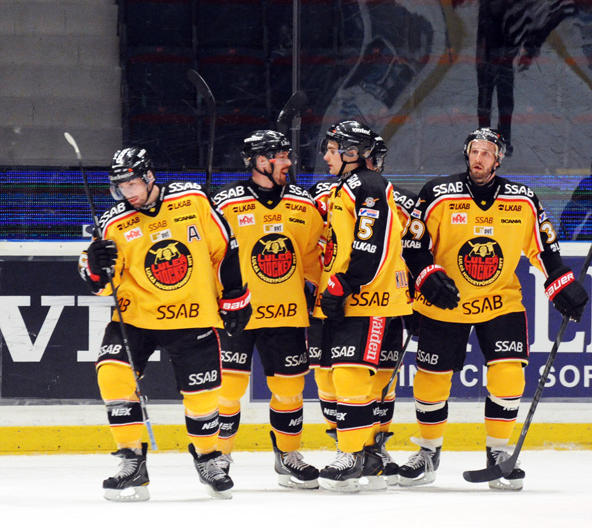
O Luleå Hockey em 2013'

Luleå alberga alguns clubes importantes a nível nacional - o Luleå HF e o Luleå HF/MSSK (hóquei no gelo), assim como o Luleå Basket e o BC Luleå (basquetebol). No futebol, o clube mais notável é o IFK Luleå.

A cidade dispõe de 15 recintos desportivos, 5 campos de hóquei no gelo, 3 instalações balneares e 1 pista de gelo com 10 km no centro da cidade.

Luleå
| - Clubes: - Luleå HF (hóquei no gelo) - Luleå Basket (basquetebol) - Arenas: - Coop Norrbotten Arena (hóquei no gelo) |

## Geminações
A cidade de Luleå está geminada com as seguintes cidades:
- Tromsø, Noruega
- Kemi, Finlândia
- Murmansque, Rússia
- Zenica, Bósnia e Herzegovina
- Porto Cabeças, Nicarágua
- Santa Lucía de Tirajana, Grã-Canária, Espanha

## Galeria

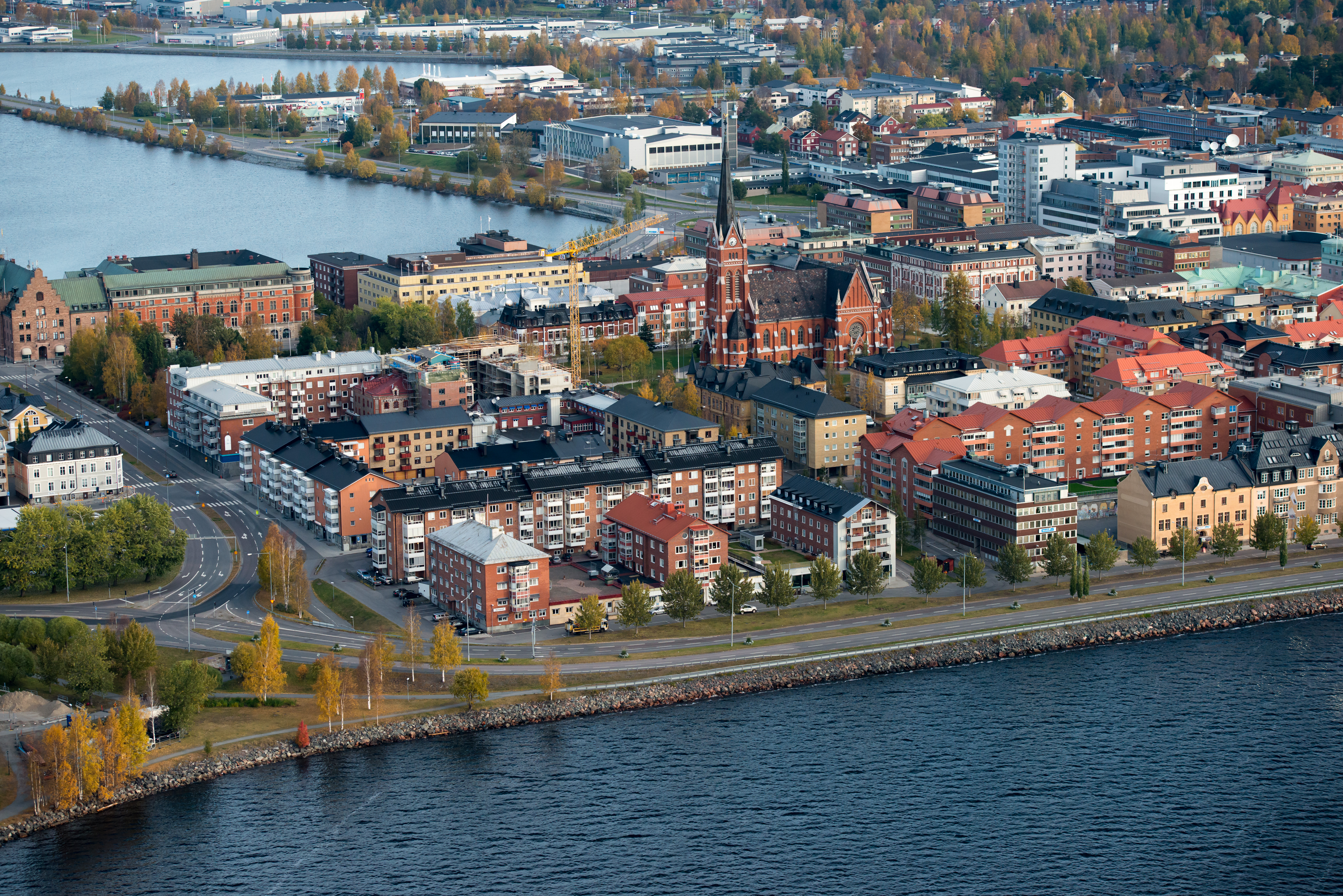
O centro da cidade
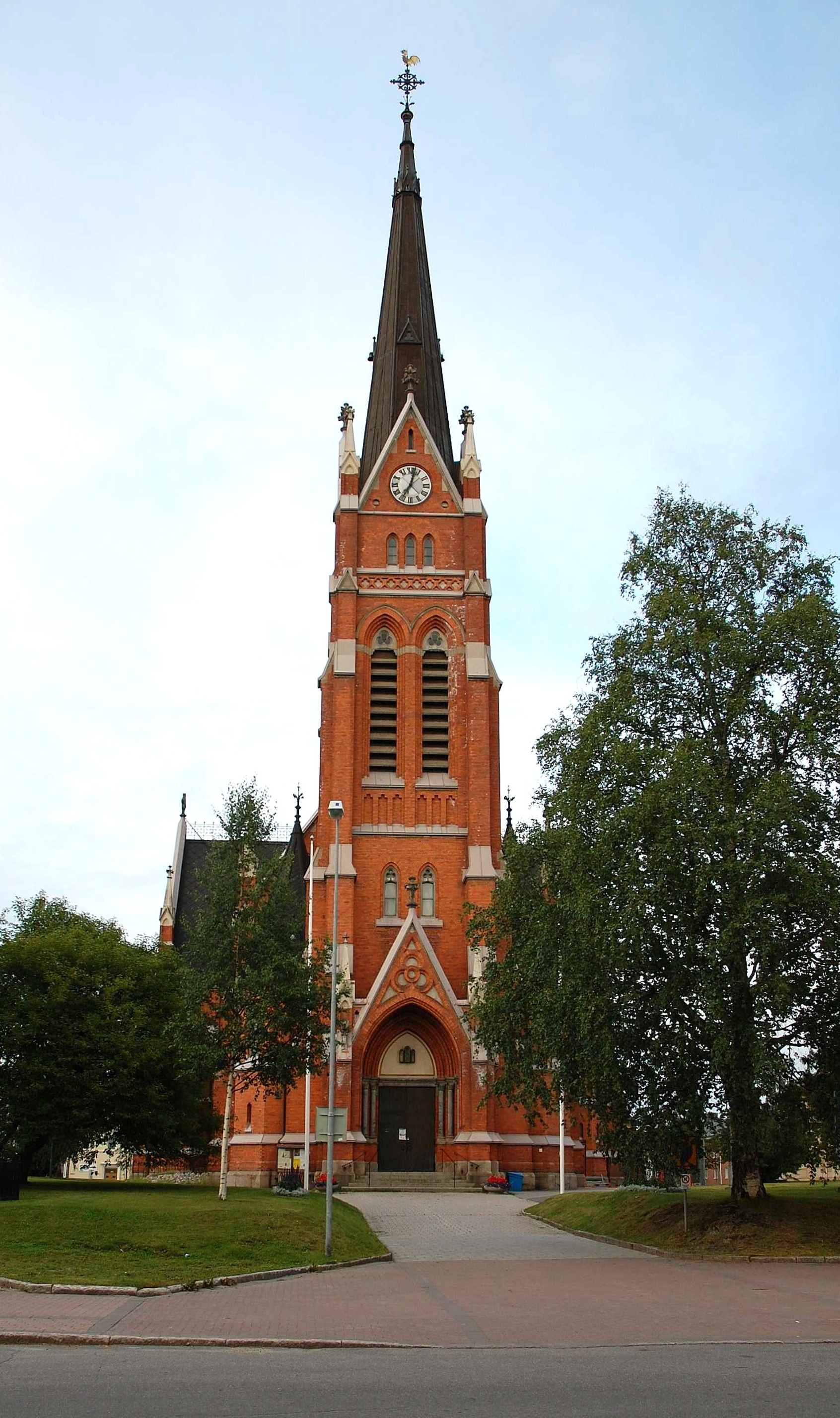
A catedral de Luleå
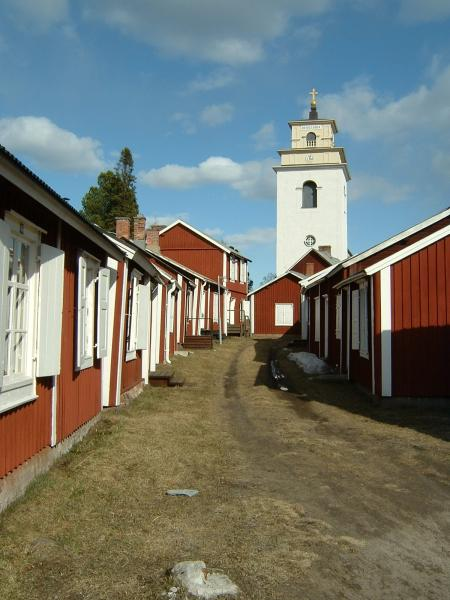
A aldeia paroquial de Gammelstad
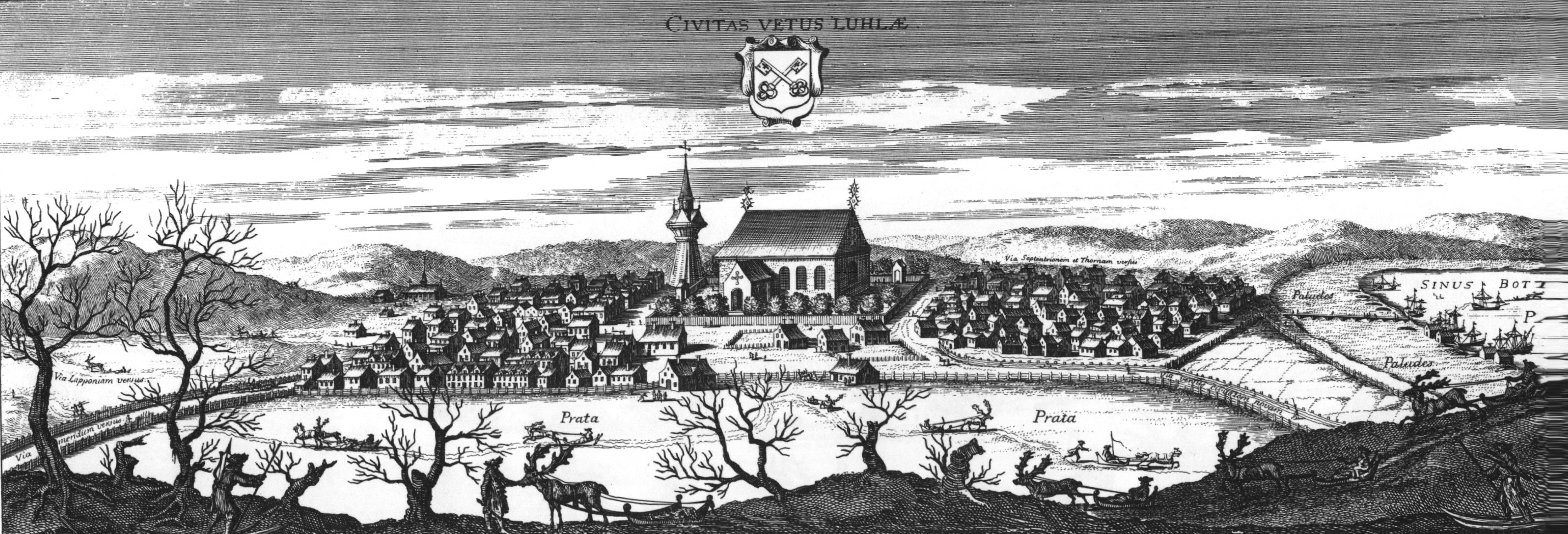
Parte antiga de Luleå ca. 1700
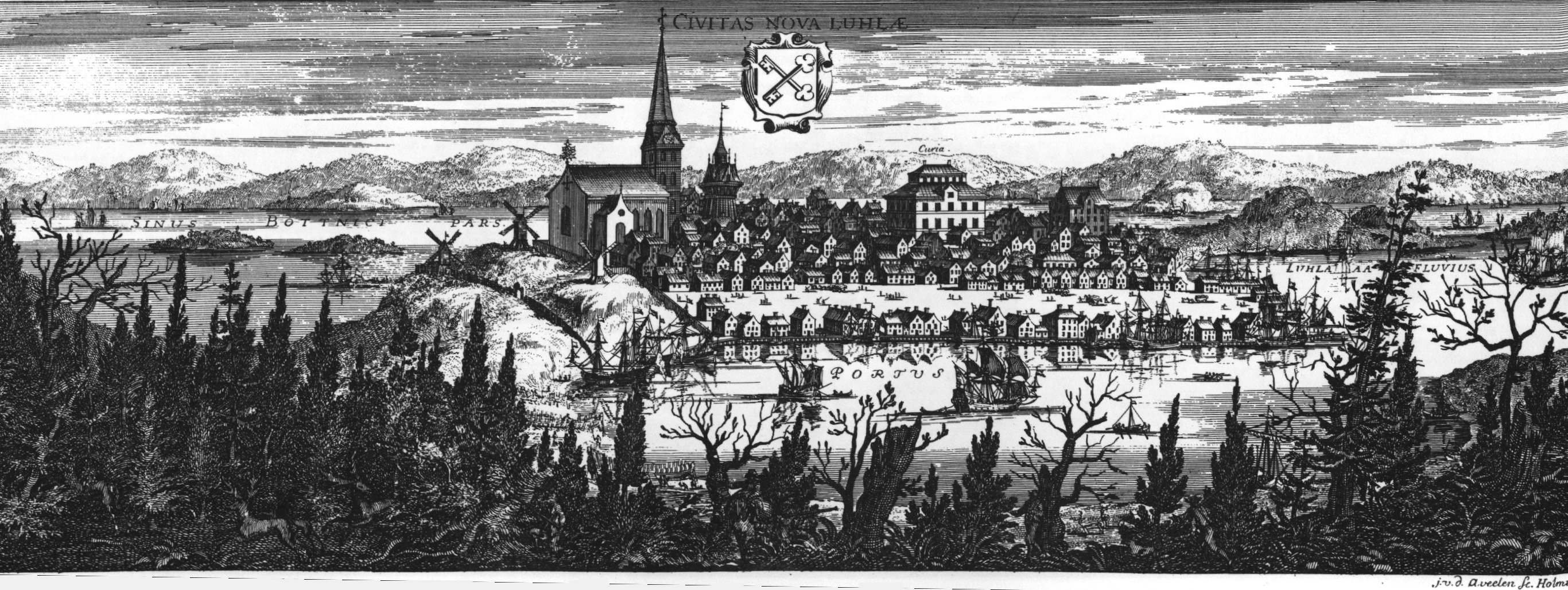
Parte nova de Luleå ca. 1700